# Agudos (ort)
Agudos är en ort i Brasilien.   Den ligger i kommunen Agudos och delstaten São Paulo, i den södra delen av landet, 800 km söder om huvudstaden Brasília. Agudos ligger 587 meter över havet och antalet invånare är 30 807.
Terrängen runt Agudos är huvudsakligen platt, men västerut är den kuperad. Terrängen runt Agudos sluttar norrut. Runt Agudos är det mycket glesbefolkat, med 6 invånare per kvadratkilometer.. Närmaste större samhälle är Bauru, 18,7 km norr om Agudos.
Omgivningarna runt Agudos är en mosaik av jordbruksmark och naturlig växtlighet.